# زمین‌لرزه آلبانی
زمین‌لرزه آلبانی ممکن است به یکی از موارد زیر اشاره داشته باشد:
- زمین‌لرزه ۱۹۰۵ آلبانی
- زمین‌لرزه دسامبر ۱۹۳۰ آلبانی
- زمین‌لرزه نوامبر ۱۹۳۰ آلبانی
- زمین‌لرزه ۱۹۴۲ آلبانی
- زمین‌لرزه ۱۹۶۷ آلبانی